# Hugo Meisl
Hugo Meisl (Malleschau, 1881. november 16. – Bécs, 1937. február 17.) osztrák nemzetközi labdarúgó-játékvezető, edző, sportvezető, 1906-1937 között az Osztrák labdarúgó-szövetség főtitkára.

## Életpályája
Morvaországban született, szülei Bécsben telepedtek le. Banki tanulmányai mellett, a cseh nyelv ismeretén túl igen gyorsan megtanult több nyelven (összesen kilenc), amely megnyitotta előtte valamennyi futballkonferencia kapuját. Meisl a banki szolgálatot a labdarúgás szolgálatára cserélte. A labdarúgás szeretete miatt az új cseh államban betöltendő miniszteri posztot is visszautasította.

## Pályafutása

### Labdarúgóként
A XIX. század vége felé a játék meghódította Ausztriát is. A Vienna Criket and Football Club apró termetű középcsatára, ebből a megnevezésből alakult át az osztrák sporttörvénynek megfelelően az FK Austria sportklub. 1904–1912 között az FK Austria Wien csapatában csatárként, később az Admira Wacker csapatában fizikai állóképességének biztosítása érdekében futballozott és dolgozott.

### Labdarúgó-játékvezetőként

#### Nemzeti játékvezetés
Játékvezetői vizsgát aktív játékosként 1904-ben tette le, majd a szamárlétrán nagyon gyorsan haladva 1907–1912 között FIFA játékvezető. Rövid játékvezetői pályafutása alatt 16 válogatott mérkőzést vezetett. 1912-ben a labdarúgó sportot szolgáló megbízatása miatt abbahagyta a bíráskodást.

#### Nemzetközi játékvezetés
Az Osztrák labdarúgó-szövetség Játékvezető Bizottsága (JB) 1907-ben terjesztette fel nemzetközi játékvezetőnek, a Nemzetközi Labdarúgó-szövetség (FIFA) bíróinak keretébe. Több nemzetek közötti válogatott és klubmérkőzést vezetett. Az aktív nemzetközi játékvezetéstől 1912-ben sportvezetői feladatai miatt búcsúzott. Válogatott mérkőzéseinek száma: 16.

##### Olimpia
Az 1912. évi nyári olimpiai játékok labdarúgó tornáján a FIFA JB bíróként foglalkoztatta. Partbírói feladatot nem kellett ellátnia, mert a FIFA JB által a Svéd labdarúgó-szövetségtől kért 14 játékvezető közül 12 csak partbíróként tevékenykedett.
| Időpont          | Helyszín                        | Mérkőzés típusa | Mérkőzés               | Eredmény | Nézők száma |
| ---------------- | ------------------------------- | --------------- | ---------------------- | -------- | ----------- |
| 1912. június 29. | Idrottsplats Stadion, Traneberg | előselejtező    | Olaszország–Finnország | 2 : 3    | 600         |

## Magyar kapcsolat
A Magyar Labdarúgó Szövetség rendszeresen foglalkoztatta válogatott találkozók irányítására.
| Időpont            | Helyszín                         | Mérkőzés típusa         | Mérkőzés                 | Eredmény | Nézők száma |
| ------------------ | -------------------------------- | ----------------------- | ------------------------ | -------- | ----------- |
| 1907. május 5.     | Rudolfsheimi (Rapid) pálya, Bécs | 12. válogatott mérkőzés | Ausztria–Magyarország    | 3 : 1    | 2 000       |
| 1908. június 10.   | Millenáris-pálya, Budapest       | 17. válogatott mérkőzés | Magyarország–Anglia      | 0 : 7    | 6 500       |
| 1909. április 4.   | Millenáris-pálya, Budapest       | 19. válogatott mérkőzés | Magyarország–Németország | 3 : 3    | 8 000       |
| 1909. május 31.    | Millenáris-pálya, Budapest       | 23. válogatott mérkőzés | Magyarország–Anglia      | 2 : 8    | 13 000      |
| 1910. május 26.    | Millenáris-pálya, Budapest       | 26. válogatott mérkőzés | Magyarország–Olaszország | 6 : 1    | 12 000      |
| 1911. október 29.  | Millenáris-pálya, Budapest       | 32. válogatott mérkőzés | Magyarország–Svájc       | 9 : 0    | 15 000      |
| 1911. december 17. | M.T.V.`79 Platz, München         | 34. válogatott mérkőzés | Németország–Magyarország | 1 : 4    | 8 000       |
| 1912. április 14.  | Üllői úti Stadion, Budapest      | 35. válogatott mérkőzés | Magyarország–Németország | 4 : 4    | 25 000      |

### Mérkőzései az NBI-ben
| Időpont        | Helyszín             | Mérkőzés | Eredmény | Nézők száma |
| -------------- | -------------------- | -------- | -------- | ----------- |
| 1910. május 8. | Millenáris, Budapest | FTC–MTK  | 2 : 0    | 0           |

## Sportvezetőként
Egyéni képességeit a labdarúgás európai kibontakozására szentelte. Az Osztrák labdarúgó-szövetség (ÖFB) alapításakor, 1904-ben jegyzőkönyvvezető volt. Vizsgázott játékvezetőként rá bízták a bírók hivatalát. 1907-ben már ő képviselte az osztrákokat a FIFA-ban. Kigondolója, elindításának kezdeményezője volt a Közép-európai Kupa sorozatnak, majd a válogatott csapatok küzdelmét elősegítő Európa Kupa versenykiírásnak. Jelentős szerepet volt az első világbajnokság kiírásában. A futball nemzetközi (európai) szakemberei szívesen látták volna a Nemzetközi Labdarúgó-szövetség (FIFA) főtitkári tisztségében is.
1912-től haláláig ő irányította az osztrák válogatottat. Szakmai munkájának eredménye az osztrák labdarúgás legfényesebb időszaka. A 33. országok közötti mérkőzés volt az első válogatott találkozója.
| Időpont          | Helyszín                              | Mérkőzés típusa         | Mérkőzés             | Játékvezető | Eredmény | Nézők száma |
| 1913. június 15. | Wiener Athletiksport Club pálya, Bécs | 33. válogatott mérkőzés | Ausztria–Olaszország | Fehéry Ákos | 2 : 0    | 10 000      |

Felismerve az utánpótlás nevelés szükségét megteremtette a bécsi labdarúgó iskolát. A minőségi fejlődés elősegítése érdekében bevezette a professzionizmust. Edzői pályájának állomásai: Wiener Amateur Sportverein, FK Austria Wien, SC Admira. Irányításával az Admira 1927–1937 között hat bajnoki és három kupagyőztesi címet szerzett. 1906–1937 között ő volt az Osztrák labdarúgó-szövetség főtitkára, Ausztria korlátlan „futballkirálya”. Ő alakította ki a világhírű válogatottat, a Wundermannschaftot, amely 1930–1934 között 17 hazai mérkőzéséből mindössze kettőt veszített el. Az ő nevével jelzett korszakban a válogatott a negyedik helyen végzett az 1934-es labdarúgó-világbajnokságon, ezüstérmet nyert az 1936. évi nyári olimpiai játékok labdarúgó tornáján. Az Európa (később dr. Gerő) Kupa küzdelmeiben pedig egy arany (1932) és két ezüstérmet szerzett. Az 1920-as és 1930-as évek kontinentális futballjának meghatározó személyisége.

## Írásai
A labdarúgás fejlesztése érdekében újságíróként több szakcikket írt lapokban. A játékvezetők szakmai tevékenységének elősegítése érdekében szerkesztett egy futball-szabálykönyvet.

## Sikerei, díjai
Az első világháborút követően tisztként tért haza, több más kitüntetés mellett a haza szolgálatáért ezüst Signum Laudis elismerésben részesült.

## Külső hivatkozások
- Hugo Meisl. World Referee. [2012. június 1-i dátummal az eredetiből archiválva]. (Hozzáférés: 2012. március 25.)
- Hugo Meisl. footballzz.com. (Hozzáférés: 2012. március 25.)
- Hugo Meisl. footballdatabase.eu. (Hozzáférés: 2012. március 25.)
- Hugo Meisl. eu-football.info. (Hozzáférés: 2012. március 25.)